# Thảo Đồn

Vị trí tại Nam Đầu

Thảo Đồn (tiếng Trung: 草屯鎮; bính âm: Cǎotún Zhèn) là một trấn của huyện Nam Đầu, tỉnh Đài Loan, Trung Hoa Dân Quốc (Đài Loan). Trấn nằm ở cửa ngõ giao thông của huyện và có phong cảnh nổi tiếng là Cửu Cửu Phong, trên địa bàn trấn có đại học Khoa học-Kỹ thuật Nam Khai. Tổng diện tích của Thảo Đồn là 104,0328 km², dân số vào tháng 8 năm 2011 là 99.330 người thuộc 31.186 hộ gia đình, mật độ cư trú đạt 954,8 người/km².